# Daberkees (Granatspitzgruppe)
Das Daberkees (früher auch Taber Ferner) ist ein Gletscher in der Granatspitzgruppe im Bezirk Lienz (Osttirol). Er befindet sich zwischen Amertaler Höhe und Sillingkopf.
Das Daberkees erstreckt sich zwischen der Donabaumscharte (2732 m ü. A.) im Nordosten, der Amertaler Höhe (2841 m ü. A.) im Nordwesten und dem Sillingkopf (2858 m ü. A.) im Südosten, wobei Amertaler Höhe und Sillingkopf durch den Firnsattel der Sillingscharte (2784 m ü. A.) verbunden sind. Der Großteil der Gletscherfläche liegt an den Westabhängen von Amertaler Höhe und Sillingkopf, nach Osten fällt zudem von der Sillingscharte ein geringerer Gletscheranteil nach Westen ab. Die maximale West-Ost-Ausdehnung gemessen von der Sillingscharte beträgt rund 400 Meter. Nach Westen fließt der Gletscher in einem schmalen Band auf einer Länge von rund 300 Metern.
Anfang der 1870er Jahre reichte das Daberkees noch bis knapp unter 2.400 Meter und reichte damit im Süden fast bis zur Haupmerscharte. Zudem bedeckte der Gletscher den damals noch nicht existierenden Dabersee zur Gänze. Die West-Ost-Ausdehnung von der Sillingscharte betrug zu dieser Zeit rund 1,4 Kilometer. Im Zuge des Gletscherschwundes zog sich der Gletscher jedoch immer weiter zurück. Noch Mitte des 20. Jahrhunderts reichte der Gletscher bis zu einer Wandstufe bei 2660 Metern, sammelte sich dort an deren Unterrand in 2600 Metern und reichte fast in ganzer Breite bis auf 2480 bis 2460 Meter hinab. Bis zum Beginn des 21. Jahrhunderts zog sich der Gletscher bis hinter diese Wandstufe zurück.